# Gâvres
Gâvres é uma comuna francesa na região administrativa da Bretanha, no departamento Morbihan. Estende-se por uma área de 1,88 km². Em 2010 a comuna tinha 698 habitantes (densidade: 371,3 hab./km²).